# Yvette Théraulaz

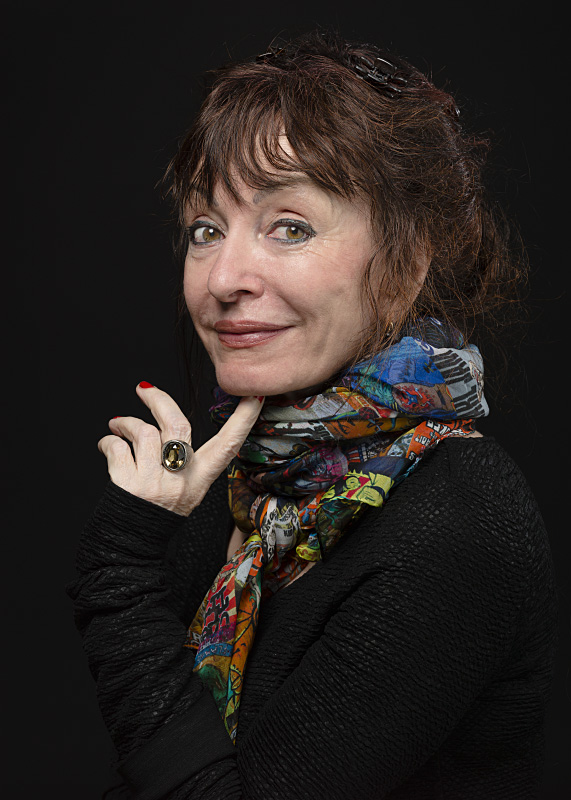
Yvette Théraulaz (2015)

Yvette Théraulaz (* 28. Februar 1947 in Lausanne) ist eine Schweizer Schauspielerin und Sängerin.

## Leben
Yvette Théraulaz wurde am 28. Februar 1947 in Lausanne geboren, wo ihr Vater als Käser arbeitete. Ihre Eltern stammten aus Freiburg im Üechtland. In der Schule hatte sie grössere Schwierigkeiten, wurde aber in ihren musischen Talenten von ihrem Lehrer Michel Corboz gefördert. Nachdem sie Spass an einer Aufführung mit anderen Kindern hatte, ging sie mit elf Jahren an das Konservatorium in Lausanne. Im Jahr 1961 spielte Théraulaz in einer Inszenierung von Brechts «Heiliger Johanna der Schlachthöfe» durch Benno Besson. Mit 16 erhielt sie ihr Diplom und schloss ihre Ausbildung mit einem Jahr bei Tanja Balaschowa in Paris ab.
Théraulaz begann eine Theaterlaufbahn beim Théâtre Populaire Romand (TPR) in La Chaux-de-Fonds. Sie spielte im In- und Ausland, für bekannte Regisseuren wie Claude Stratz, Philippe van Kessel und Joël Jouanneau. Im Jahr 1974 wird Théraulaz Mutter eines Sohnes und schlägt Karriereangebote aus Frankreich aus. Sie übernahm einige Rollen in Kinofilmen. Schweizweit bekannt wird sie durch die Rolle einer Tankwartin im Erfolgsfilm Kleine Fluchten (Les Petites Fugues) von Yves Yersin.
Théraulaz steht Ende der 1970er Jahre auch als Sängerin auf der Bühne und nimmt 1982 am Printemps de Bourges teil. Sie nahm Tonträger auf, die oft «von dem Wunsch nach Revolte, der Bestätigung der Rechte der Frau oder sozialer Gerechtigkeit durchdrungen sind». Die Inspiration zum Album Petit enfant gab zweifellos ihr Sohn. Die bekannten Histoires d’elles hatten ihre Mutter und Frauen der Familie zum Vorbild. In A Table! arbeitete sie mit Pascal Auberson zusammen. Ihre Gesangstournee Les Années von 2013, mit dem Waadtländer Pianisten Lee Maddeford, basierte auf einem Roman von Annie Ernaux. Als Schauspielerin spielte sie 2013 in einer Adaption des Romans Schuld und Sühne in einer Produktion von Benjamin Knobil.
Théraulaz wurde 1992 mit dem «Grand Prix» für Theater und Chanson der Waadtländer Kulturstiftung ausgezeichnet. Im Jahr 2013 erhielt sie den Hans-Reinhart-Ring, die höchste Auszeichnung im Theaterleben der Schweiz. – Ihr Sohn David Deppierraz arbeitet als Szenograf und Regisseur.

## Auszeichnungen
- 1992: «Grand Prix du théâtre et de la chanson» der Waadtländer Kulturstiftung
- 2001: «Beste Schauspielerin», Théâtre du Grütli, Genf
- 2013: Hans-Reinhart-Ring
- 2018: «Prix culturel Leenaards»

## Diskografie
- 1978: Fais attention ! (erweiterte CD 1993)
- 1981: Petit enfant (live, erweiterte CD 1993)
- 1984: Amour brisé (erweiterte CD 1993)
- 1991: Tu es (live)
- 1992: Rien ne me manque... sauf moi-même
- 1996: À table ! (live mit Pascal Auberson)
- 2001: ...se faire horizon... (live)
- 2005: À tu et à toi (live)
- 2008: Histoires d'elles
- 2011: Comme un vertige
- 2013: Les Années
- 2015: Ma Barbara (live)

## Filmografie (Auswahl)
Kinofilme
- 1969: La Bataillère
- 1970: L’Hypothèque
- 1975: Pas si méchant que ça (Ganz so schlimm ist er auch nicht)
- 1978: Odo toum, d’autres rythmes
- 1979: Les Petites Fugues (Kleine Fluchten)
- 1982: Les Sept Vies d’Anne Cuneo
- 1982: Parti sans laisser d’adresse
- 1985: Les Poings fermés
- 1997: Chronique
- 2010: Impasse du désir
- 2014: Hundekopftee (Kurzfilm)

Fernsehfilme
- 1969: Vivre ici
- 1977: L’avortement
- 1978: Docteur Erika Werner (6 Folgen)
- 1980: Ce fleuve qui nous charrie
- 1982: Merette
- 1994: Simon Tanner
- 2009: Déchaînées (Frau und frei!)

Dokumentationen über ihr Leben
- 1981–2018: Radio Télévision Suisse (RTS)

## Fussnoten
1. 1 2 3 4  patrinum.ch: Théraulaz, Yvette, acteur, 1947–. (französisch, abgerufen am 30. Januar 2021)

| Personendaten    | Personendaten                         |
| ---------------- | ------------------------------------- |
| NAME             | Théraulaz, Yvette                     |
| KURZBESCHREIBUNG | Schweizer Schauspielerin und Sängerin |
| GEBURTSDATUM     | 28. Februar 1947                      |
| GEBURTSORT       | Lausanne, Schweiz                     |